# Songül Öden
Songül Öden (Diyarbakır, 17 de fevereiro de 1979) é uma atriz turca.

## Biografia
Öden nasceu em Diyarbakır. Completou seus estudos em Ancara. Quando ela estava no ensino médio, se matriculou em uma escola de teatro musical. Se formou no departamento de teatro da Universidade de Ancara. Depois de se formar, mudou-se para a cidade de Istambul para continuar sua carreira teatral. 

## Carreira profissional
Começou a atuar na televisão em 1999, aparecendo inicialmente em uma série intitulada Ferhunde Hanımlar. Então ela apareceu em Vasiyet (2001), Havada Bulut (2002), Gümüş (2005-2007), Vazgec Gönlüm (2008) e Mükemmel Çift (2010). Com Gümüş, alcançou repercussão em seu país, atuando ao lado de Kıvanç Tatlıtuğ. A série durou dois anos e foi uma audiência de sucesso no país turco.
Em 2009, participou do longa-metragem Acı Aşk, escrito por Onur Ünlü. Um ano depois, apareceu em 72. Koğuş, de Orhan Kemal. Acı Aşk, que atuou ao lado de Halit Ergenç, Cansu Dere e Ezgi Asaroğlu, foi lançado em 18 de dezembro de 2009. Ela voltou à televisão em 2011 na popular série Umutsuz Ev Kadınları.  

## Filmografia

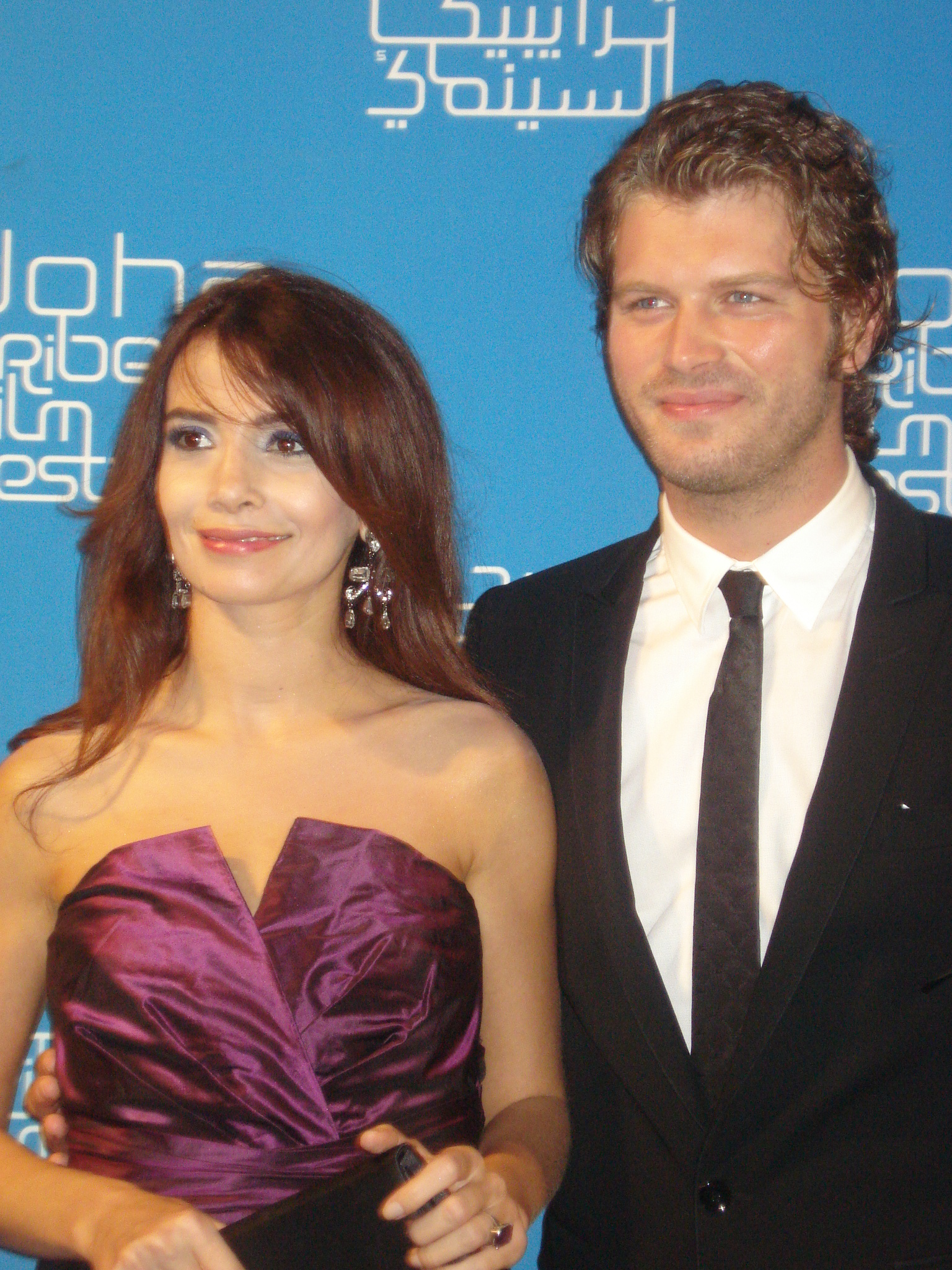
Songül Öden e Kıvanç Tatlıtuğ, 2009

| Cinema | Cinema               | Cinema                 | Cinema         |
| Ano    | Título               | Personagem             | Anotações      |
| ------ | -------------------- | ---------------------- | -------------- |
| 2007   | Sınır                | Didem                  | Curta-metragem |
| 2009   | Acı Aşk              | Ayşe                   |                |
| 2011   | 72 Koğuş             | Meryem                 |                |
| TV     |                      |                        |                |
| Ano    | Título               | Personagem             | Anotações      |
| 1999   | Ferhunde Hanımlar    |                        |                |
| 2001   | Vasiyet              | Ruhinaz                |                |
| 2002   | Havada Bulut         | Ayşe                   |                |
| 2005   | Gümüş                | Gümüş Şadoğlu          |                |
| 2008   | Vazgeç Gönlüm        | Esdras                 |                |
| 2010   | Mükemmel Çift        | Ayça                   |                |
| 2011   | Umutsuz Ev Kadınları | Yasemin Anday Kalyoncu |                |
| 2015   | Serçe Sarayı         | Serçe                  |                |
| 2016   | Ekşi Elmalar         | Türkan Özay            |                |
| 2017   | Kayıtdışı            | Zeynep                 |                |
| 2017   | Fi                   | Yıldız Kolhan          |                |
| 2019   | Bir Aile Hikayesi    | Reyhan                 |                |

## Teatro
- Yerma (1993) - Teatro Ankara Deneme
- Yasar Ne Yasar Ne Yasamaz (1999-2000) - Teatro Trabzon
- Birimiz Hep Icin (1999-2000) - Teatro Trabzon
- Dort Mevsim (2003–2004) - Teatro Diyarbakir
- Hortlak (2003–2004) - Teatro Diyarbakir
- Ne Kadinlar Sevdim (2003–2004) - Teatro Cisenti
- Kadinciklar (2007–2008) - Teatro Sadri Alisik
- Keşanlı Ali Destanı (2011) - Teatro Sadri Alisik
- Küçük Adam Ne Oldu Sana? (2012) - Teatro Sadri Alisik
- Kafkas Tebeşir Dairesi (2013) - Teatro Sadri Alisik